# Chalki
Chalki (gr. Χάλκη) – grecka wyspa na archipelagu Dodekanez położona na Morzu Egejskim, około 6 km na zachód od Rodos. Powierzchnia wyspy wynosi 28 km² i jest najmniejszą wyspą tego archipelagu. Wyspę zamieszkuje 310 mieszkańców, w czasie miesięcy letnich populacja wyspy się zwiększa. Stolicą Chalki jest Chalki.
Leży w administracji zdecentralizowanej Wyspy Egejskie, w regionie Wyspy Egejskie Południowe, w jednostce regionalnej Rodos, w gminie Chalki.

## Historia
W trakcie całej swoje historii wyspa była w posiadaniu bizantyjskim, weneckim, tureckim oraz włoskim. Od 1948 należy do Grecji. W połowie XX wieku wyspa praktycznie opustoszała w trakcie trwania emigracji z wyspy. Obecnie na wyspie można zobaczyć m.in. ruiny joannickiego zamku oraz oryginalne freski w jednym z lokalnych kościołów.

## Chalki oraz okoliczne wyspy
Gmina Chalki obejmuje również kilka niezamieszkanych wysp położonych wokół niej. Głównym źródłem utrzymania mieszkańców wyspy jest turystyka oraz rybołówstwo. Bywają okresy, szczególnie latem, kiedy woda jest reglamentowana.